# Aspidophryxus peltatus
Aspidophryxus peltatus är en kräftdjursart som beskrevs av Georg Ossian Sars 1883. Aspidophryxus peltatus ingår i släktet Aspidophryxus och familjen Dajidae.
Artens utbredningsområde är havet utanför Norge. Arten är reproducerande i Sverige. Inga underarter finns listade i Catalogue of Life.

## Bildgalleri

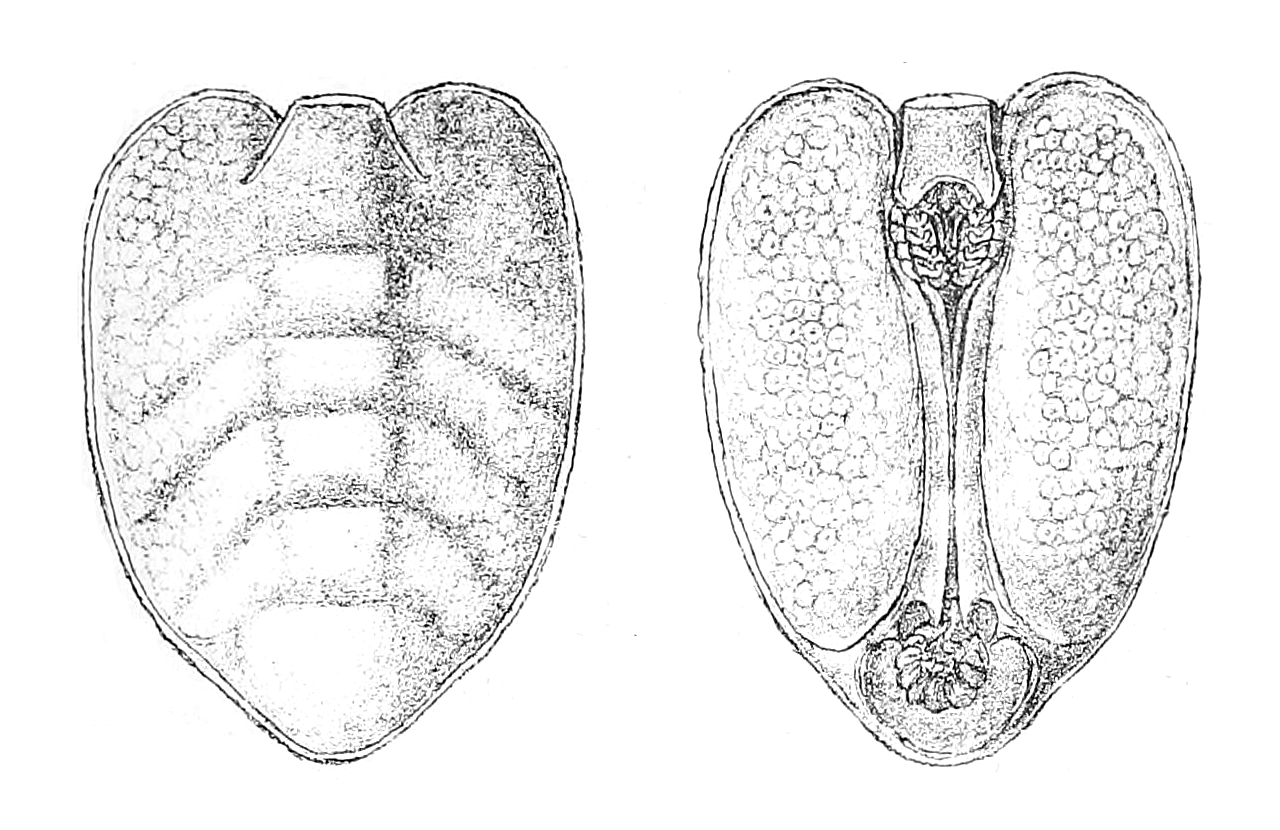
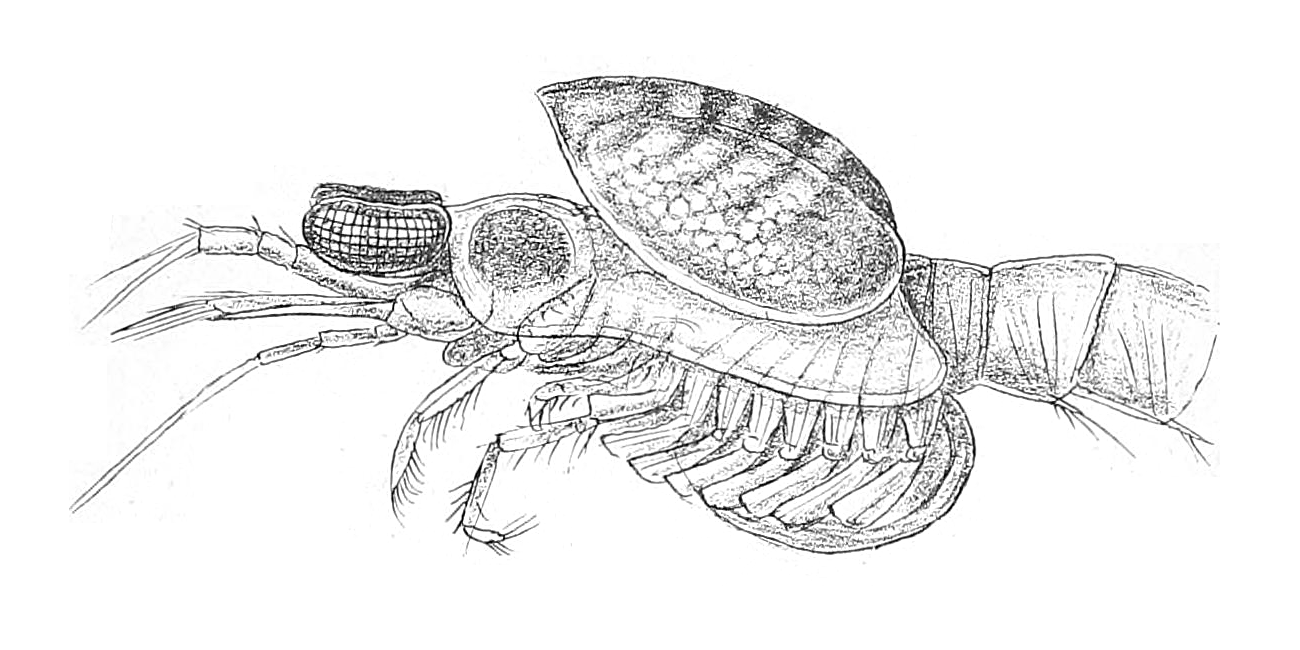